# Ruisseau Éléphant
Ruisseau Éléphant är ett vattendrag i Kanada.   Det ligger i provinsen Québec, i den östra delen av landet, 600 km nordost om huvudstaden Ottawa. Ruisseau Éléphant ligger vid sjön Lac de l'Isoète.
I omgivningarna runt Ruisseau Éléphant växer i huvudsak blandskog. Trakten runt Ruisseau Éléphant är nära nog obefolkad, med mindre än två invånare per kvadratkilometer.